# Alfonso Herrera
Alfonso Herrera Rodríguez, detto Poncho (Città del Messico, 28 agosto 1983), è un cantante e attore messicano.

## Carriera
Nel 2002 è nel cast del film Amar te duele, ma passa presto alla televisione prendendo parte alla telenovela Clase 406, in cui recita accanto a Dulce María, Anahí e Christian Chávez.
Proprio con questi artisti, dal 2004 al 2009 ha fatto parte del gruppo pop RBD, che ha ottenuto successo in tutto il mondo. Parallelamente, dal 2004 al 2006 ha recitato nella telenovela Rebelde, trasmessa anch'essa in tutto il mondo.
Nel 2015 entra a far parte della serie TV statunitense Sense8 ricoprendo il ruolo ricorrente di Hernando.
Nel 2016 entra a far parte della serie televisiva statunitense The Exorcist  trasmessa dal 23 settembre 2016 dall'emittente Fox.

## Filmografia

### Cinema
- Amar te duele, regia di Fernando Sariñana (2002)
- Volverte a ver, regia di Gustavo Garzón (2008)
- Igor, regia di Tony Leondis (2008) – voce
- Venezia, regia di Haik Gazarian (2009)
- Así es la suerte, regia di Juan Carlos de Llaca (2012)
- Lorax, en busca de la trúfula perdida (The Lorax), regia di Chris Renaud e Kyle Balda (2012) – voce
- Espectro, regia di Alfonso Pineda (2013)
- Obediencia perfecta, regia di Luiz Arquiza (2013)
- Los Croods (The Croods), regia di Chris Sanders e Kirk DeMicco (2013) – voce
- Metegol, regia di Juan José Campanella e Victoria Goyeneche (2013) – voce
- La dictadura perfecta, regia di Luis Estrada (2014)
- Minions, regia di Pierre Coffin (2015) – voce
- El elegido, regia di Antonio Chavarrías (2016)
- Il ballo dei 41, regia di David Pablos (2020)
- Rebel Moon - Parte 1: Figlia del fuoco (Rebel Moon - Part One: A Child of Fire), regia di Zack Snyder (2023)
- Rebel Moon - Parte 2: La sfregiatrice (Rebel Moon - Part Two: The Scargiver), regia di Zack Snyder (2024)
- Príncipes salvajes (Delincuentes), regia di Humberto Hinojosa Ozcariz (2024)

### Televisione
- Clase 406 – telenovela messicana (2002-2003)
- Rebelde – telenovela messicana (2004-2006)
- La energía de Sonric'slandia – game show messicano (2005) – guest star
- RBD: La familia – telenovela messicana (2007)
- Lola, érase una vez – telenovela messicana (2007)
- Terminales – serie TV messicana (2008)
- Mujeres asesinas  – serie TV messicana (2009)
- Tiempo final - miniserie TV colombiana (2009)
- Mexico's Next Top Model – reality show (2009)
- Camaleones – telenovela messicana (2009)
- Rock n' Gol – film TV (2010)
- El equipo – serie TV messicana (2011)
- El encanto del águila – serie TV messicana (2011)
- El Diez – serie TV messicana (2011)
- SuperCerebros – game show sudamericano (2014) – giudice
- El capo 3 – serie tv colombiana (2014)
- La ciencia de lo absurdo – programma TV documentario (2014-2015) – presentatore
- El Dandy – serie TV sudamericana (2015-2016)
- Sense8 – serie TV statunitense (2015-2018)
- The Exorcist – serie TV (2016-2018)
- Queen of The South – serie TV (2016-in produzione)
- Ozark – serie TV (2022)

## Teatro
- The Pillowman, Scotiabank Theater (2008)
- Rain Man, Diego Rivera Theater (2010)
- Nadando con Tiburones, Teatro de los Insurgentes (2012)
- La Sociedad De Los Poetas Muertos, Libanés Theater (2018)
- El Paraíso de la Invención, Milan Theatre (2020)

## Doppiatori italiani
Nelle versioni in italiano delle opere in cui ha recitato, Alfonso Herrera è stato doppiato da:
- Federico Talocci in Rebel Moon - Parte 1: Figlia del fuoco, Rebel Moon - Parte 2: La sfregiatrice
- Maurizio Tesei ne Il ballo dei 41
- Luigi Morville in Sense8
- Gabriele Sabatini in The exorcist
- Gabriele Lopez in Queen of the south
- Gianfranco Miranda in Ozark
- Francesco De Francesco in Príncipes salvajes